# روبرتو لازری
روبرتو لازری (به ایتالیایی: Roberto Lazzari) (زادهٔ ۱۴ دسامبر ۱۹۳۷ - درگذشته ۳۱ ژوئیهٔ ۲۰۱۷) شناگر اهل ایتالیا بود.